# Дау, Джон
Джон Макдиармид Дау (англ. John Macdiarmid Dow; 17 июня 1872 — дата смерти неизвестна) — шотландский футболист, защитник.

## Биография
Родился в Данди. Выступал за местные клубы «Данди Ауа Бойз» и «Данди». В составе Данди провёл 2 матча. В феврале 1894 года перешёл в английский клуб «Ньютон Хит». Дебютировал за «язычников» 24 марта 1894 года в матче Первого дивизиона против «Болтон Уондерерс» на «Бэнк Стрит». Впервые отличился в составе «Ньютон Хит» 15 сентября 1894 года в матче Второго дивизиона против «Кру Александра», сделав «дубль». В основном составе клуба провёл 3 сезона, сыграв 50 матчей и забив 6 голов. Играл под псевдонимом Эм Джей Вудс (англ. MJ Woods).
В июле 1897 года перешёл в клуб «Фэрфилд», но в том же году покинул его, став игроком «Глоссоп Норт Энд». В сентябре 1898 года перешёл в «Лутон Таун», в котором провёл два сезона, сыграв 56 матчей и забив 1 гол. В мае 1900 года стал игроком «Мидлсбро», за который провёл 34 матча. В 1902 году перешёл в лондонский «Вест Хэм Юнайтед», где провёл один сезон, сыграв в 14 матчах. В 1903 году вернулся в «Лутон Таун».